# Taraxacum hamatum
Taraxacum hamatum — вид квіткових рослин з родини айстрових (Asteraceae). Вид зростає в Європі: Бельгія, Чехія, Данія, Фінляндія, Франція, Німеччина, Велика Британія, Ірландія, Нідерланди, Північноєвропейська Росія, Норвегія, Польща, Швеція; це багаторічна рослина помірних біомів.

## Опис
Зовнішні приквітки від розлогих до випростаних, зірчастих у бутонах. Внутрішні приквітки в бутоні чорнильного кольору на верхівці.